# За власть Советов
«За власть Советов» — советский военно-исторический фильм, снятый режиссёром Борисом Бунеевым на Киностудии имени Горького в 1956 году по одноимённому роману В. П. Катаева.

## Сюжет
Лето. Начало Великой Отечественной войны. Прервалось долгожданное путешествие московского юриста Бачея и его сына Пети в Одессу, памятную отцу по воспоминаниям детства, сыну — по рассказам отца (см. 1-ю часть тетралогии — «Белеет парус одинокий»). Посадив Петю на последний пароход, отправлявшийся из Одессы, Бачей уходит на фронт, не рассчитывая на скорую встречу с родными. Но судьба непредсказуема: отец и сын вновь встретились, но уже в одесских катакомбах. Здесь, глубоко под землёй, среди вечного мрака и сырости, жили партизаны, сражавшиеся с врагом, оккупировавшим Одессу.

## В ролях
- Борис Чирков — Гаврила Черноиваненко
- Даниил Сагал — подпольщик Дружинин
- Петя Мальцев — Петя Бачей
- Сергей Курилов — Пётр Васильевич Бачей
- Нина Никитина — Матрёна Терентьевна
- Валентина Хмара — Валя Перепелицкая
- Юлиан Панич —  Святослав Марченко
- Борис Тенин — Жора Колесничук
- Лидия Сухаревская — Раиса Львовна
- Анатолий Игнатьев — Цимбал
- Илья Набатов — Ионел Миря
- Алексей Алексеев — генерал
- Гавриил Белов — Яковлев, сторож в порту

## Съёмочная группа
- Режиссёр-постановщик: Борис Бунеев
- Сценарист: Валентин Катаев, С. Клебанов
- Операторы: Василий Дульцев, Маргарита Пилихина
- Художник: Пётр Пашкевич
- Композитор: Михаил Раухвергер